# Mullsjö (Nordmaling)
Mullsjö is een plaats in de gemeente Nordmaling in het landschap Ångermanland en de provincie Västerbottens län in Zweden. De plaats heeft 85 inwoners (2005) en een oppervlakte van 31 hectare.